# Österreicher Manes József
Österreicher Manes József (németül: Joseph Manes Österreicher (neve Oesterreicher alakban is előfordul), Óbuda, 1759. május 17. – Bécs, 1831. december 14.) orvosdoktor, kamarai főorvos, Balatonfüred első fürdőorvosa. Magyarországon az első olyan zsidó vallású orvos volt, aki II. József császár türelmi rendelete folytán 1782-ben megkapta a doktori képesítést. Az elektromos kezelés egyik bevezetője. Ő állította elő a Sal mirabilis nativus hungaricus nevű hashajtót, megindította a szódavízgyártást az orvostechnikai intézetben.

## Életpályája

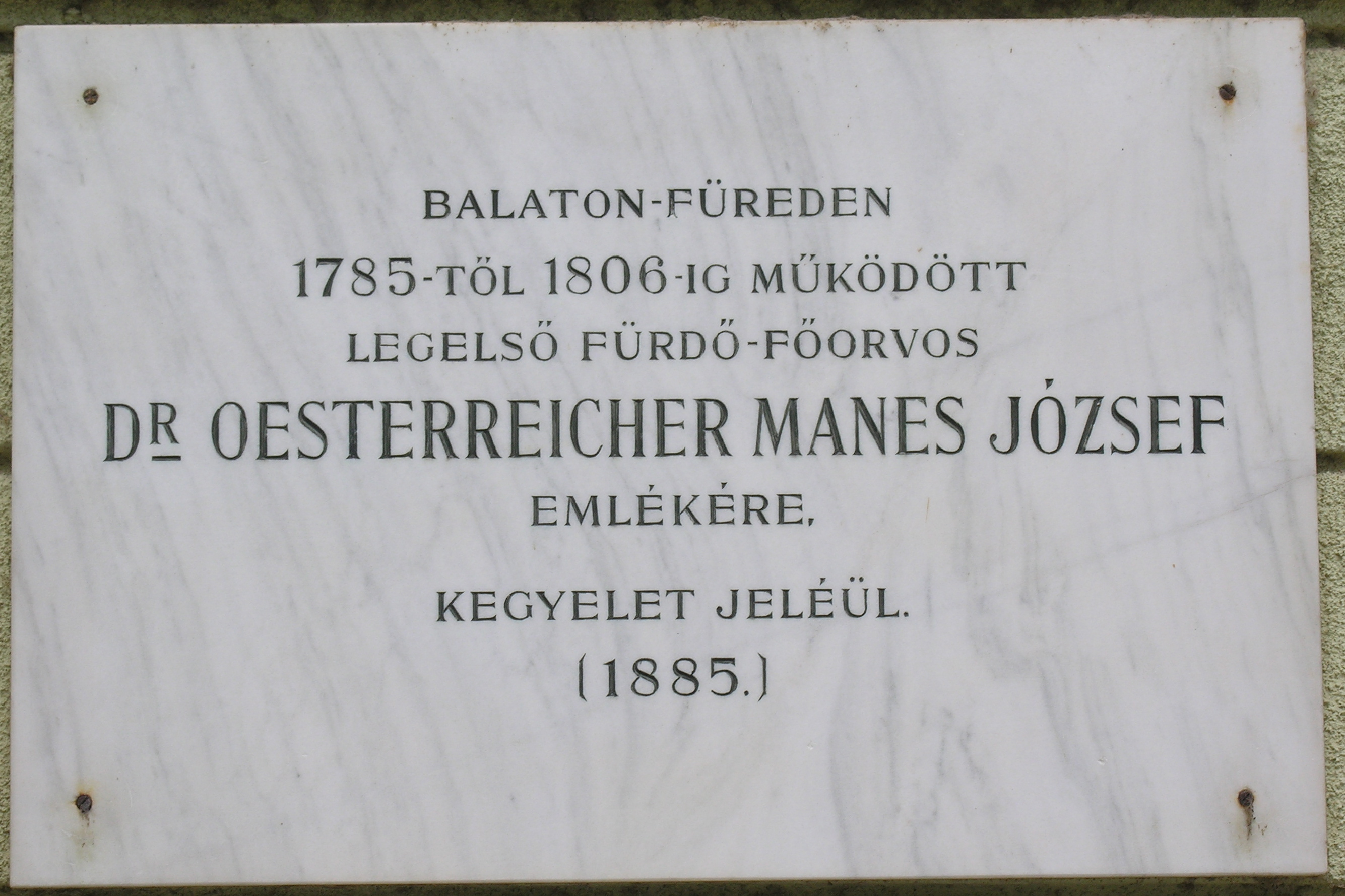
Emléktáblája a balatonfüredi Állami Szívkórház falán

Vagyontalan zsidó szülők gyermeke. A zsidók részére az 1781-es türelmi rendelet kihirdetése előtt a tudományos pálya Magyarországon és Ausztriában zárva volt, ő mégis folytatta tanulmányait és a humaniórákat elvégezte. Miután szülei kívánsága szerint a kereskedő pályához nem volt hajlandósága, az orvosi pályára készült és azt 1780-ban bevégezte.
A türelmi pátens megjelenése után szigorlatot tehetett és 1782-ben orvosi oklevelet nyert. Időközben mint kórházorvos Óbudán működött. Innen meghívták Zalaegerszegre Zala megye főorvosának és miután a budai ásványvízekről írt orvosi disszertációjában a balatonfüredi ásványvízről is írt, 1785. szeptember 12-én füredi fürdőorvossá is kinevezték. Ezután 1785-től 1806-ig főorvosként Balatonfüreden dolgozott és a fürdő   népszerűségéhez jelentősen hozzájárult.
Miután 17 évig működött ott, 1802-ben Bécsbe költözött, hol mint gyakorló orvos élt. Az élelmiszeripari cikkek hamisításának felismerésére készüléket talált fel, melyet Ferenc császárnak bemutatott, s ezért őt arany tubákos szelencével ajándékozta meg.

1818-ban a Magyarországon sűrűn előforduló glaubersóból sziksó készítésére gyártervezetet nyújtott be a kormányhoz. Később császári-királyi kamarai főorvos lett és a nyakban hordozható polgári nagy arany-érmet kapta. Miután az a terve, hogy a császári-királyi katonák ingyenes ellátására Balatonfüreden ház épüljön nem sikerült, 1823. augusztus 31-én 1620 ezüst frt alapítványt hozott létre, hogy a füredi gyógyhelyet használó katonák költségét fedezze.
1797-től fogva tagja volt a lipcsei gazdasági egyesületnek és a jenai természettani társaságnak.

## Főbb művei
- Azon intézetről, mely a füredi savanyúvíznél a tehén himlő bé oltása eránt tétetett. M. Kurir, 1802. I. 41. sz.
- Analysis aquarum Budensium item aquae Sarisapiensis et acidulae Fürediensis, praemissa methodo professoris Winterl, cum tabellis Viennae. Bécs, 1781
- Nachricht von den Bestandtheilen und Kräften des Füreder Sauerbrunnens. ib. 1792
- Sal Mirabilis Nativus Hungaricus. ib. 1801
- Az általam ujonnan találtatott termésszeti magyar csudálatos sóval (sal mirabilis nativus hungaricus) való hasznos élésről orvosi tapasztalások. 1801
- Természeti csudálatos magyar sóval való hasznos orvosi tapasztalások. 1801 (Értekezés a sziksóról, melyet ő fedezett fel legelőször hazánkban)